# Palazzo Roncioni
Il Palazzo Roncioni è un palazzo nobiliare situato sul Lungarno Mediceo a Pisa.

## Storia
Il Palazzo Roncioni nasce dall'unione di cinque case-torri acquistate in precedenza dalla famiglia Navarretti, tra il 1630 e il 1643. Si crede che il progetto sia frutto del genio dell'architetto Giovanni Stefano Marucelli. Nel 1662 il palazzo viene acquistato da Cesare Roncioni.

## Descrizione
Le strutture portanti medioevali in pietra verrucana sono ancora oggi visibili nelle fiancate del Palazzo. La facciata seicentesca è caratterizzata da cinque aperture per piano che si infittiscono verso l'asse centrale. La conformazione planimetrica è a ferro di cavallo verso l'interno, dove dei loggiati si aprono su quello che era un giardino all'italiana.
Gli interni sono decorati da affreschi di Giovanni Battista Tempesti e del Cioffo.
Il Palazzo è l'unico dei Lungarni pisani che ha ancora lo scalo sul fiume, detto appunto Roncioni.

## Ospitalità
Il Palazzo Roncioni ha ospitato e dato casa a molti intellettuali e sovrani. Tra i nomi di chi vi hanno abitato compaiono Pietro Leopoldo, al tempo in attesa del restauro del Palazzo Granducale e Madame de Staël. Tra gli ospiti importanti figurano Vittorio Alfieri che in occasione della Luminara di San Ranieri del 1795 recitò, per l'ultima volta, il "Saul" in un piccolo teatro allestito al piano nobile (Arch. Alessandro Gherardesca), e Luigi Bonaparte, ex monarca dei Paesi Bassi.
Nel 1782, nel palazzo, nacque Isabella Roncioni, amata da Ugo Foscolo e ispiratrice del romanzo Ultime lettere di Jacopo Ortis.